# 三好孝彦
三好 孝彦（みよし たかひこ、1939年2月8日 - 2018年7月8日）は、日本の実業家。日本製紙グループ本社代表取締役社長や、同社代表取締役会長、日本製紙連合会会長を務めた。

## 人物・経歴
福井県の酒屋の子として生まれる。灘高等学校を経て、1961年東京大学経済学部卒業、十條製紙（現日本製紙）入社。1992年から取締役企画本部副本部長兼企画部長を務め、山陽国策パルプとの合併に関し公正取引委員会との折衝にあたった。1993年合併後の日本製紙で取締役企画本部長代理に就任。1996年常務取締役企画本部長兼営業管理本部長。1987年常務取締役石巻工場長。1998年専務取締役石巻工場長。1999年専務取締役情報用紙営業本部長。2000年専務取締役企画本部長。2001年代表取締役社長兼日本ユニパックホールディング取締役。2002年日本ユニパックホールディング代表取締役社長。2004年日本製紙グループ本社代表取締役社長。2005年日本製紙グループ本社代表取締役会長。2010年旭日重光章受章。2018年胆嚢がんのため死去。享年79。